# Sancha van León
Sancha van León (León, 1013-1067) was een dochter van Alfons V van León en van Elvira Mendes. Zij huwde in 1032 met Ferdinand I van Castilië, de eerste die zich koning van Castilië noemde. Sancha was een vroom katholiek. Haar kinderen waren:
- Sancho II van Castilië
- Alfons VI van Castilië
- García I van Galicië
- Elvira van Toro
- Urraca van Zamora.

## Voorouders
| Voorouders van Sancha van León (1013-1067) | Voorouders van Sancha van León (1013-1067)                 | Voorouders van Sancha van León (1013-1067)                 | Voorouders van Sancha van León (1013-1067)                 | Voorouders van Sancha van León (1013-1067)                 | Voorouders van Sancha van León (1013-1067)             | Voorouders van Sancha van León (1013-1067)             | Voorouders van Sancha van León (1013-1067)             | Voorouders van Sancha van León (1013-1067)             |
| ------------------------------------------ | ---------------------------------------------------------- | ---------------------------------------------------------- | ---------------------------------------------------------- | ---------------------------------------------------------- | ------------------------------------------------------ | ------------------------------------------------------ | ------------------------------------------------------ | ------------------------------------------------------ |
| Overgrootouders                            | Ordoño III van León (926-956) ∞ Aragont Dealez (-)         | Ordoño III van León (926-956) ∞ Aragont Dealez (-)         | García I Fernandez (-995) ∞ Ava van Ribagorza (-)          | García I Fernandez (-995) ∞ Ava van Ribagorza (-)          | Gonçalo Mendes (950-997) ∞ Ilduara Peláez (-)          | Gonçalo Mendes (950-997) ∞ Ilduara Peláez (-)          | ? (-) ∞ ? (-)                                          | ? (-) ∞ ? (-)                                          |
| Grootouders                                | Bermudo II van León (953-999) ∞ 1003 Elvira García (-1017) | Bermudo II van León (953-999) ∞ 1003 Elvira García (-1017) | Bermudo II van León (953-999) ∞ 1003 Elvira García (-1017) | Bermudo II van León (953-999) ∞ 1003 Elvira García (-1017) | Menendo González (-) ∞ ? (-)                           | Menendo González (-) ∞ ? (-)                           | Menendo González (-) ∞ ? (-)                           | Menendo González (-) ∞ ? (-)                           |
| Ouders                                     | Alfons V van León (994-1028) ∞ Elvira Menéndez (-1022)     | Alfons V van León (994-1028) ∞ Elvira Menéndez (-1022)     | Alfons V van León (994-1028) ∞ Elvira Menéndez (-1022)     | Alfons V van León (994-1028) ∞ Elvira Menéndez (-1022)     | Alfons V van León (994-1028) ∞ Elvira Menéndez (-1022) | Alfons V van León (994-1028) ∞ Elvira Menéndez (-1022) | Alfons V van León (994-1028) ∞ Elvira Menéndez (-1022) | Alfons V van León (994-1028) ∞ Elvira Menéndez (-1022) |